# Adolf Robida
Adolf Robida, slovenski dramatik, publicist, prevajalec, gledališčnik in kritik * 14. junij 1885, Ljubljana, † 29. februar 1928, Ljubljana.

## Življenje
Obiskoval je gimnazijo v Ljubljani od l. 1895 do l. 1903. Od l. 1903 do l. 1908 je študiral slavistiko in germanistiko na Dunaju, dva semestra je študiral solopetje na konservatoriju. Profesorski izpit je opravil l. 1911 in 1913. Specializiral se je tudi za slovensko in nemško stenografijo. Bil je gimnazijski profesor po različnih krajih v Sloveniji; v Kranju (1908–1910), v Ljubljani na I. državni gimnaziji (1910–1912) in na II. državni gimnaziji (1912–1918), kjer je bil nekaj časa tudi ravnateljev namestnik (1. jul. 1917–22. jan. 1918), na učiteljišču (1918–1925), na realki (1925–1928).

## Delo
V revijah je objavljal pesmi in črtice. Pisal je eseje in razprave o slovenski dramatiki: Slovenska drama, Skica razvoja moderne dramatike, Naša gledališka kritika, Slovenska satira. Pisal je poročila o uprizoritvah, predvsem ljubljanskih. Iz nemščine je prevajal ljudske igre in Strindbergove, pa tudi druge drame - Zapravljivec, Revček Andrejček, Mlinar in njegova hči, Krivoprisežnik, Lumpacivagabund ali Zanikrna trojica.
Napisal je tudi študijo Henrik Ibsen: Slovstvena študija.
V Ljubljani je ustanovil Ljudski oder in močno vplival na razvoj slovenskega amaterskega gledališča. Organiziral je gledališko sezono in vodil gledališko šolo. Sodeloval je pri različnih časopisih: Zora (1903–1904, 1906), Slovenske novice (1905–1908), Ljubljanski zvon (1907–1908), Dom in svet (1910–1911) – v Slovenskih novicah in Domu in svetu je pisal tudi kritike/ocene, posebno o dramskih delih. Sestavil je Slovensko stenografsko čitanko (COBISS).

### Dramatika
Pisal je naturalistično obarvane drame. Drama v treh dejanjih V somraku (1907) govori o neurejenem maščevalnem zakonu brez ljubezni. Trilogija Daemon Venus (1908) govori o erotični problematiki. Sestavljajo jo tri enodejanke – Mary, drama histerične ženske, Velika laž in Vampir: Komedija v osmih prizorih. Enodejanska tragikomedija Mrlič razkriva žensko brezsrčnost. Tudi zadnja drama Kljubovalci je enodejanka.
Čuti se vpliv Ibsena, Augusta Strindberga in Cankarja. Uporablja motive nenehnega boja med moškim in žensko. Ponavljajo se motivi ženske lažnivosti, maščevalnosti in hudobnosti, erotične strasti in sebičnosti. Moški hoče podrediti žensko in prevladati nad njo. Predmet Robidovih dram je večinoma psihološka patologija.